# پیکره روی تابوت

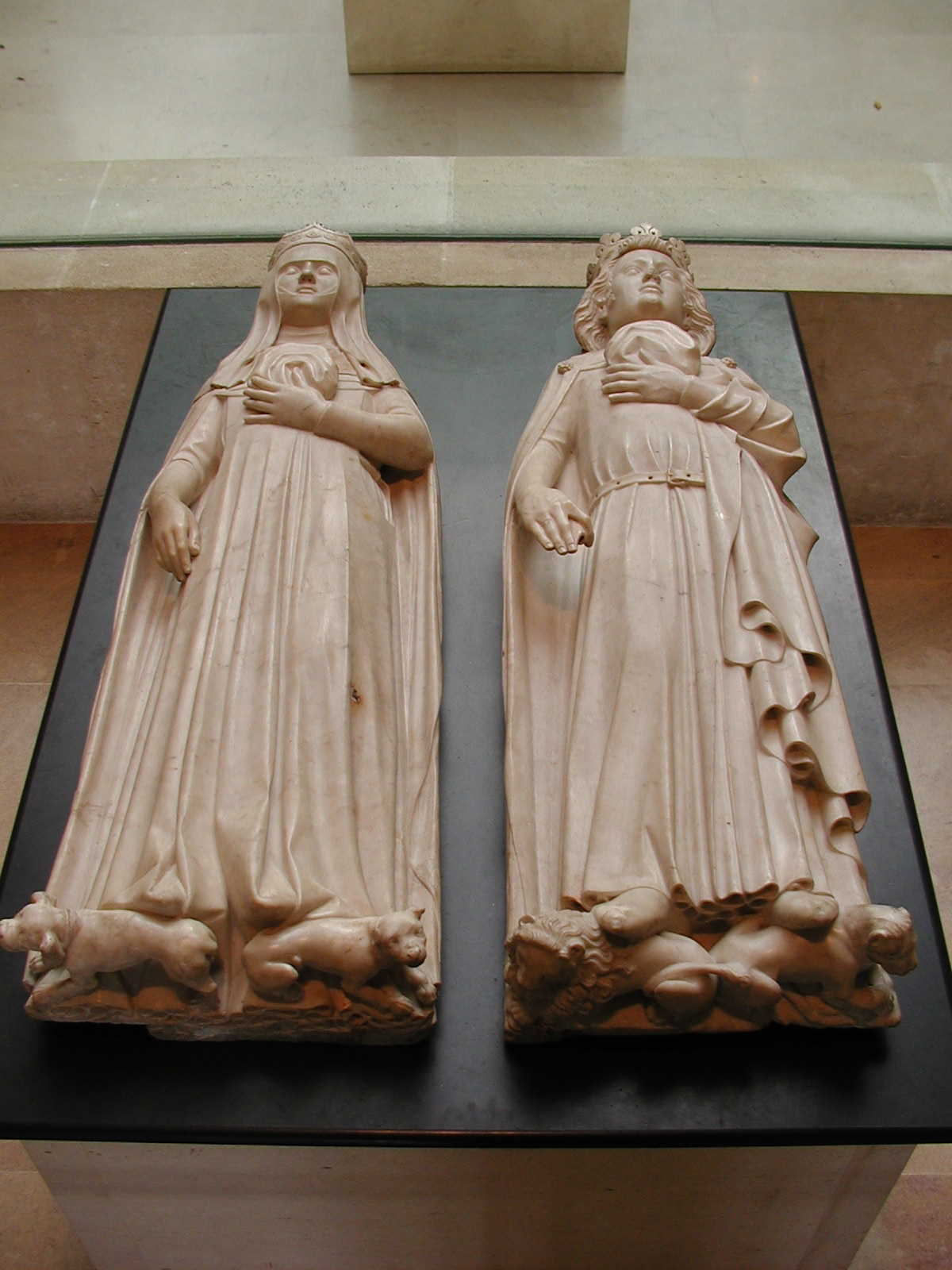
GD-FR-Paris-Louvre-Sculptures018

پیکرهٔ روی تابوت (انگلیسی: Tomb effigy) پیکرهٔ شبیه‌سازی شده‌ای بود از فرد درگذشته و نامدار (معمولاً پادشاه، ملکه یا شوالیه) که با لباس رسمی، سلاح، نشان، انگشتر و دیگر متعلقاتش بر روی مقبره وی گذاشته می‌شد.

## نگارخانه

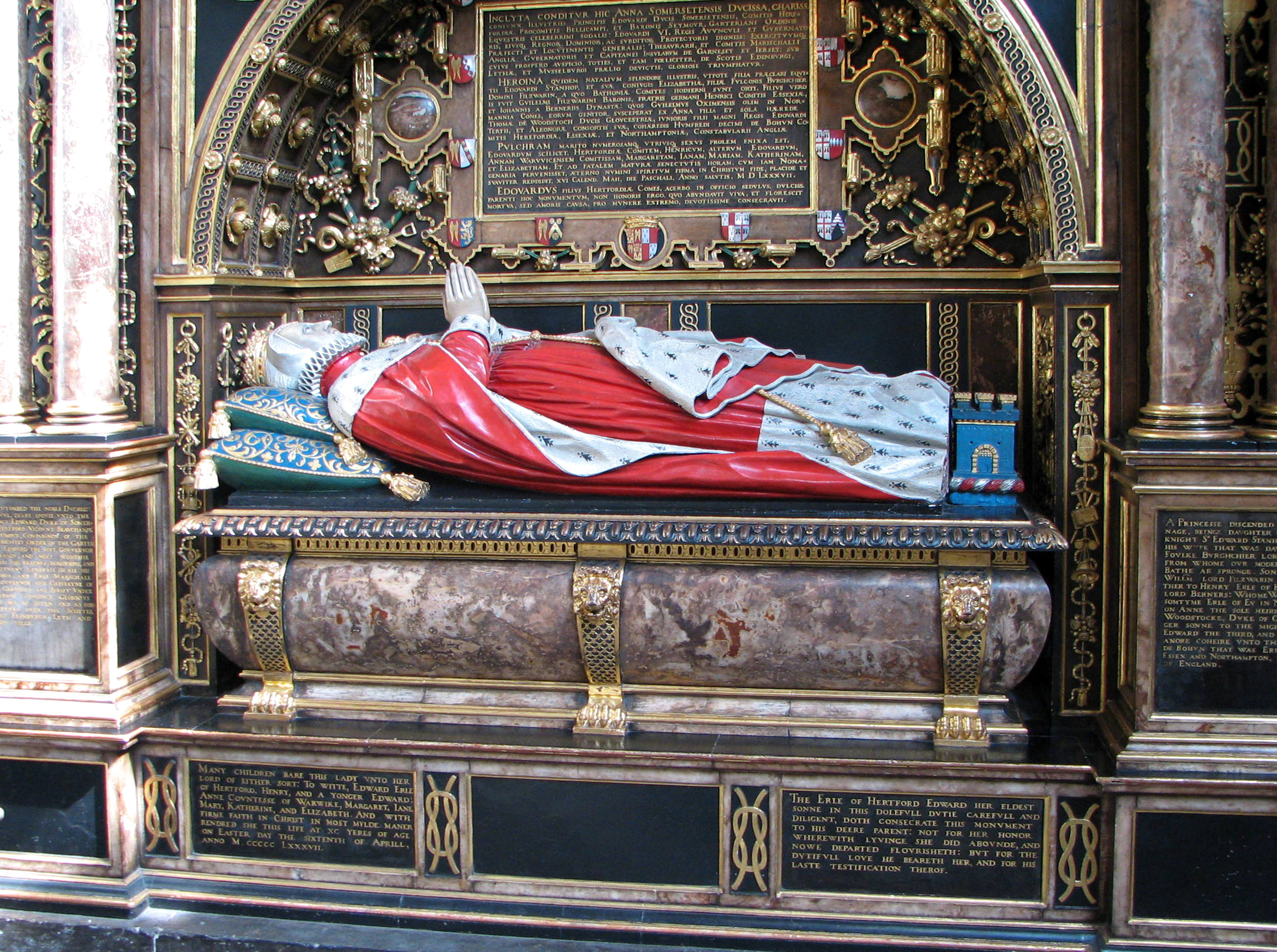
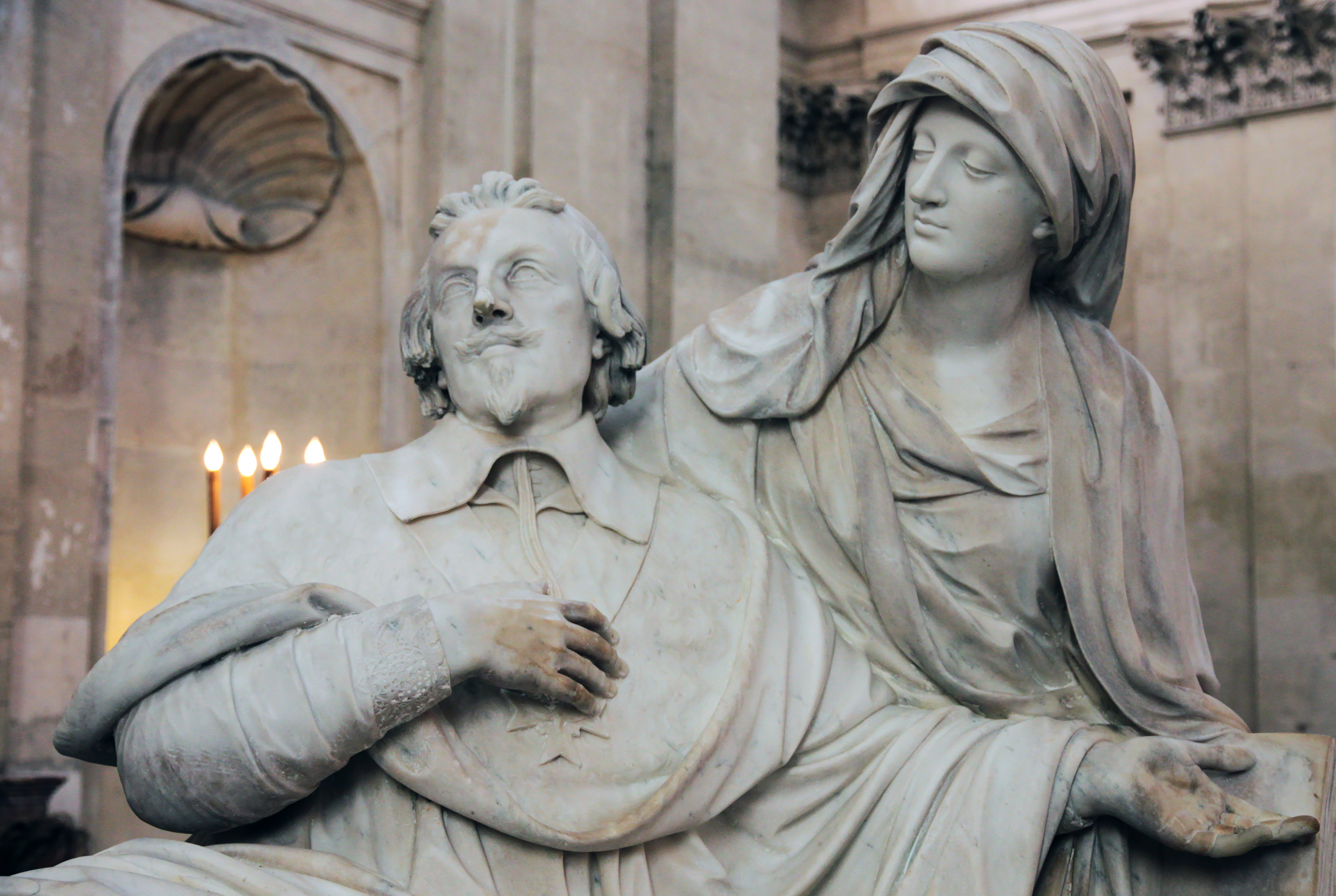
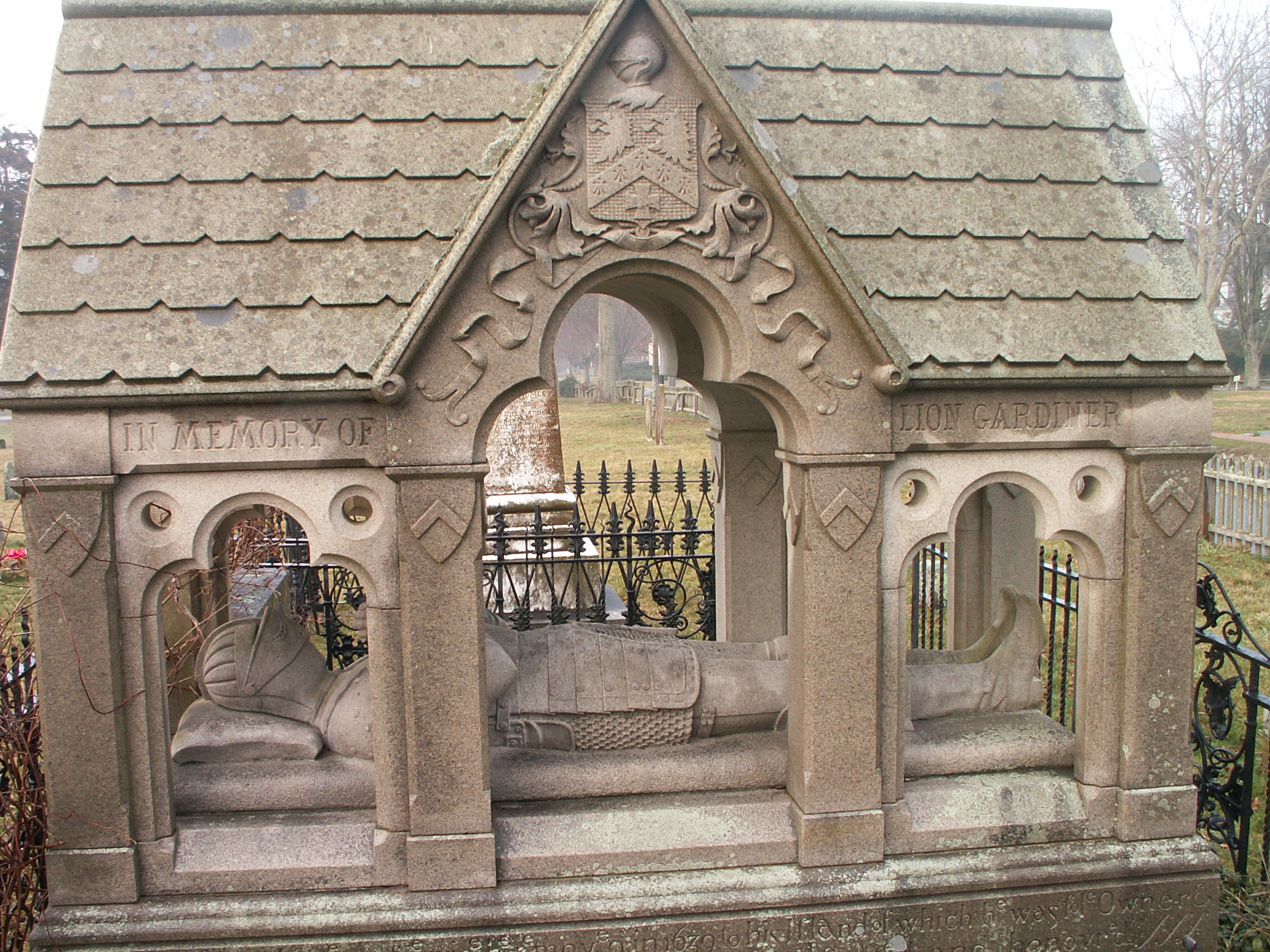